# Саймон Фрезер
Саймон Крістофер Джозеф Фрезер, 15-й лорд Ловат (англ. Simon Christopher Joseph Fraser, 15th Lord Lovat; 9 липня 1911, Б'юлі — 16 березня 1995, Б'юлі) — офіцер британської армії шотландського походження, бригадир, лорд. Відомий як Шимі Ловат, англізована версія його імені шотландською гельською; його клан називав його МакШімідом, його гельським батьком. Видатний британський командос Другої світової війни та 24-й голова клану Фрейзер з Ловата. Під час операції «Оверлорд» він очолював бригаду спеціальної служби при висадці на плацдармі «Сорд» і успішно захопив міст «Пегас».

## Біографія
Саймон Фрейзер народився в замку Бофорт, Інвернесс, Шотландія, син 14-го лорда Ловата (широко відомого як 16-й лорд) і Лаури Фрейзер. Після навчання в коледжі Емплфорт і Оксфордському університеті, де він приєднався до кавалерійського ескадрону університету, Фрейзер вступив на військову службу до Шотландської гвардії в 1932 році. Наступного року Фрейзер став наступником свого батька, 15-м лордом Ловатом (відомим як 17-й лорд Ловат) і 25-м головою клану Фрейзер. Він одружився з Розамонд Броутон у 1938 році, з якою мав шестеро дітей.
Перед Другою світовою війною, у червні 1939 року, лорд Ловат залишив свою службу в Шотландській гвардії. У серпні, коли наближалася війна, лорд Ловат був мобілізований у чині капітана до скаутів Ловата, підрозділу, сформованого його батьком під час Другої англо-бурської війни. У 1940 році разом зі своїми двоюрідними братами Стірлінгами (Біллом і Девідом) і друзями, включаючи Дональда Кемерона з Лочіла, Ловат планував створити нову неортодоксальну групу ударних винищувачів (командос), які б поєднували проведення атак з моря, повітря та землі, використовуючи раптовість як ключовий компонент. Важливо було залучати лише волонтерів. Наступного року він добровільно приєднався до одного з новостворених загонів командос, що формувався британською армією, і продовжив службу у лавах загону № 4 Commando.
4 березня 1941 року силами No. 3 та No. 4 загонів британських командос провели операцію «Клеймор» з метою дезорганізації тилу німецьких військ на окупованих ними норвезьких Лофотенських островах. Під час успішного рейду, який очолював Ловат, британські бійці знищили значну кількість заводів з виробництва риб'ячого жиру, бензинових сховищ і 11 кораблів. Вони також вилучили шифрувальне обладнання та кодові книги. Окрім знищення матеріалів, командос захопили 216 німецьких військових, а 315 норвежців вирішили супроводжувати командос назад до Британії, де приєдналися до військових формувань норвезьких збройних сил, що змагалися з нацистами.
Саймон Фрезер командував 100 чоловіками № 4 Commando та загоном із 50 осіб канадського Карлтон-Йоркського полку у рейді на французьке прибережне село Гарделот у квітні. Лорд Ловат став підполковником у 1942 році і був призначений командиром № 4 Commando, очоливши їх у невдалому рейді на Дьєп 19 серпня. Його командос забезпечив єдиний успіх того рейду, коли вони атакували та знищили батарею з шести 150-мм гармат. Рейд загалом зазнав катастрофічної невдачі: союзники зазнали понад 4000 втрат, переважно канадців.
Згодом лорд Ловат став бригадним генералом і став командиром новосформованої 1-ї бригади спеціальної служби в 1944 році. Бригада Саймона Фрезера була висаджена на плацдармі «Сорд» під час вторгнення союзників у Нормандію 6 червня 1944 року. Лорд Ловат, ймовірно, вийшов на берег у бойовій екіпіровці; це суперечить зображенню у фільмі «Найдовший день», де він був одягнений у білий джемпер під бойовим мундиром із написом «Lovat» на комірі, озброєний гвинтівкою Манліхера-Шенауера. Ймовірно, це сходить до рейду в Дьєп, коли Ловат був озброєний напівавтоматичною гвинтівкою Steyr-Mannlicher моделі 1893 року. Остання вимога є оскарженою; однак на деяких попередніх фотографіях його видно зі спортивною гвинтівкою .30-06 Winchester Model 70. Однак у своїх мемуарах «Парад проходження» Ловат стверджує, що в день «Д» він був озброєний «короткоствольним карабіном армії США» (імовірно, карабін М1).
Лорд Ловат просувався з частинами своєї бригади від плацдарму «Сорд» до мосту Пегаса, який зухвало захищали десантники 6-ї повітрянодесантної дивізії, які висадилися вранці. Командос лорда Ловата прибули майже вчасно, запізнившись приблизно на дві хвилини (за що лорд Ловат вибачився перед майором Джоном Говардом, Оксом і Баксом). Сцена прибуття його командос була увічнена у фільмі «Найдовший день». Командос перетнули міст Пегаса під звуки волинки Білла Мілліна, однак маршування ними, а не малими групами, щоб уникнути снайперського вогню, призвело до загибелі дванадцяти чоловіків, більшість із яких отримали поранення в голову через берети (відтоді чоловіки, які переходили міст, носили шоломи). Бригадир швидко організував влаштування оборонних позицій навколо Ранвіля, на схід від річки Орн. Пізніше того ж дня мости були звільнені частинами 3-ї британської піхотної дивізії.
12 червня під час боїв за Бревіль лорд Ловат був важко поранений, спостерігаючи за артилерійським вогнем 51-ї дивізії. Випадковий снаряд не влучив у ціль і впав серед офіцерів, убивши підполковника А. П. Джонсона, командира 12-го парашутно-десантного батальйону, і серйозно поранивши бригадира Г'ю Кіндерслі з 6-ї планерно-десантної бригади.
Після повного одужання від важких поранень, отриманих у Франції, Саймон Фрезер не зміг повернутися до лав армії (у 1949 році пішов у запас). На початку 1945 року Черчилль відправив його до Москви як свого посланника в складі парламентської делегації, щоб висловити свою шану Сталіну. У 1945 році він приєднався до уряду як парламентський заступник держсекретаря у закордонних справах, «ставши відповідальним за функції Міністерства економічної війни, коли їх перебрало на себе Міністерство закордонних справ», пішовши у відставку після поразки Вінстона Черчилля на виборах.
Його офіційне звільнення з армії відбулося 16 червня 1962 року, він зберіг почесне звання бригадира.
Сопілкар Білл Міллін, особистий сопілкар лорда Ловата, який доставив командос на берег у день Д, грав на похоронах лорда Ловата.
Вінстон Черчилль у листі до Йосипа Сталіна одного разу описав лорда Ловата як «найкрасивішого чоловіка, який будь-коли перерізав горло».